# Numerus clausus
Numerus clausus (latin: slutet antal) betecknad att endast ett begränsat antal enheter får tas in till en viss verksamhet, yrke eller utbildning. Termen används i Sverige mest om akademiska utbildningar. Ibland används termen om vad som vanligen kallas kvotering, då en viss grupp människor tas in till vissa yrken eller utbildningar enligt ett visst system, t. ex. i förhållande till sin numerär.